# The Eminem Show
The Eminem Show é o quarto álbum de estúdio do rapper americano Eminem. Após ser originalmente programado para 4 de junho de 2002, o álbum foi lançado nove dias mais cedo em 26 de maio de 2002, através da Aftermath Entertainment, Shady Records e Interscope Records, em virtude de ter sido vazado e pirateado. O álbum viu Eminem assumir um papel de produção substancialmente mais predominante; a maior parte foi produzida por ele mesmo, com seu colaborador de longa data Jeff Bass. Conta com participações especiais de Obie Trice, D12, Dr. Dre, Nate Dogg, Dina Rae e a filha de Eminem, Hailie Jade Scott-Mathers.
O álbum incorpora um uso mais pesado de rap rock em comparação aos projetos antecessores de Eminem, e seus temas são predominantemente baseados na proeminência de Eminem na cultura hip hop, bem como em seus pensamentos ambivalentes da fama. O álbum também contém comentários políticos sobre os Estados Unidos, incluindo referências aos ataques de 11 de setembro, Osama bin Laden, a Guerra ao Terror, o presidente George W. Bush, Lynne Cheney e Tipper Gore. Devido à sua abordagem lírica menos satírica e com fator de choque, The Eminem Show foi considerado o álbum mais pessoal de Eminem na época e um passo atrás em relação ao alter ego de Slim Shady.

Amplamente considerado o álbum mais esperado de 2002, The Eminem Show estreou no topo da Billboard 200, onde permaneceu por seis semanas não consecutivas. Vendeu mais de 1.3 milhão de cópias em sua segunda semana nos Estados Unidos, onde registrou uma semana completa de vendas. Também alcançou o topo da tabela de álbuns do Reino Unido por cinco semanas. Produziu quatro singles bem sucedidos comercialmente, "Without Me", "Cleanin' Out My Closet", "Superman" e "Sing for the Moment", e também inclui uma de suas canções mais populares, "'Till I Collapse". O álbum foi recebido com aclamação generalizada, com elogios direcionados ao lirismo maduro e introspectivo de Eminem e à produção experimental do álbum.
| Críticas profissionais | Críticas profissionais |
| Avaliações da crítica  | Avaliações da crítica  |
| Fonte                  | Avaliação              |
| ---------------------- | ---------------------- |
| Allmusic               | [ 2 ]                  |
| NME                    | [ 3 ]                  |
| Pitchfork Media        | (9.1/10)               |
| Robert Christgau       | (A-)                   |
| Rolling Stone          | [ 6 ]                  |
| Slant Magazine         | [ 7 ]                  |
| Vibe                   | [ 8 ]                  |

The Eminem Show foi o álbum mais vendido nos Estados Unidos em 2002, bem como o álbum mais vendido mundialmente em 2002, bem como configurou-se como o álbum de hip hop mais vendido na história da música e o álbum de maio sucesso de Eminem até o momento. O álbum é certificado 12× platina pela Recording Industry Association of America (RIAA) e vendeu mais de 27 milhões de cópias mundialmente, tornando-se o segundo álbum mais vendido do século XXI. No Grammy Awards de 2003, foi indicado ao prêmio de Álbum do Ano e venceu o prêmio de Melhor Álbum de Rap, enquanto "Without Me" venceu na categoria de Melhor Videoclipe. Blender, Muzik e LAUNCH o denominaram o melhor álbum de 2002 e múltiplas publicações incluíram o álbum entre os melhores da década, além de ter sido classificado na lista dos 200 álbuns definitivos no Rock and Roll Hall of Fame.

## Lista de faixas
| N.º | Título                                    | Produtor(es)               | Duração |  |
| 1.  | "Curtains Up" (skit)                      | Eminem                     | 0:30    |  |
| 2.  | "White America"                           | Eminem, Jeff Bass          | 5:25    |  |
| 3.  | "Business"                                | Dr. Dre                    | 4:12    |  |
| 4.  | "Cleanin' Out My Closet"                  | Eminem, Jeff Bass          | 4:58    |  |
| 5.  | "Square Dance"                            | Eminem                     | 5:24    |  |
| 6.  | "The Kiss" (skit)                         | Eminem                     | 1:16    |  |
| 7.  | "Soldier"                                 | Eminem                     | 3:46    |  |
| 8.  | "Say Goodbye Hollywood"                   | Eminem                     | 4:33    |  |
| 9.  | "Drips" (feat. Obie Trice)                | Eminem                     | 4:46    |  |
| 10. | "Without Me"                              | Eminem, Jeff Bass, DJ Head | 4:50    |  |
| 11. | "Paul Rosenberg"                          |                            | 0:23    |  |
| 12. | "Sing for the Moment"                     | Eminem, Jeff Bass          | 5:40    |  |
| 13. | "Superman" (feat. Dina Rae)               | Eminem, Jeff Bass          | 5:50    |  |
| 14. | "Hailie's Song"                           | Eminem                     | 5:21    |  |
| 15. | "Steve Berman"                            |                            | 0:33    |  |
| 16. | "When the Music Stops" (feat. D12)        | Eminem, Mr. Porter         | 4:29    |  |
| 17. | "Say What You Say" (feat. Dr. Dre)        | Dr. Dre                    | 5:10    |  |
| 18. | "'Till I Collapse" (feat. Nate Dogg)      | Eminem                     | 4:58    |  |
| 19. | "My Dad's Gone Crazy" (feat. Hailie Jade) | Dr. Dre                    | 4:27    |  |
| 20. | "Curtains Close" (skit)                   | Eminem                     | 1:02    |  |

## Samples
- "Without Me" contém um sample de "Buffalo Gals" de Malcolm McLaren
- "Sing for the Moment" contém um sample de "Dream On" do Aerosmith

## Gráficos e certificações
| Gráfico                              | Fornecedor(es)                         | Melhor posição | Certificação | Vendas/ transferências |
| ------------------------------------ | -------------------------------------- | -------------- | ------------ | ---------------------- |
| EUA Billboard 200                    | Billboard/RIAA                         | 1              | Diamante     | +10,000,000            |
| European Albums Chart                | IFPI                                   | 1              | 4× Platina   | +4 milhões             |
| Argentinian Albums Chart             | CAPIF                                  | N/C            | Ouro         | +20,000                |
| Australian Albums Chart              | ARIA                                   | 1              | 8× Platina   | +560,000               |
| Austrian Albums Chart                | Media Control Europe                   | 1              | 2× Platina   | +60,000                |
| Brazilian Albums Chart               | ABPD                                   | N/C            | Ouro         | +50,000                |
| Canadian Albums Chart                | Nielsen SoundScan                      | 1              | Diamante     | +1,000,000             |
| Dutch Albums Chart                   | NVPI/Megacharts                        | 1              | Platina      | +70,000                |
| Finnish Albums Chart                 | Swedish Recording Industry Association | 1              | 2× Platina   | 62,212                 |
| French Albums Chart                  | SNEP/IFOP                              | 2              | 2× Platina   | +600,000               |
| German Albums Chart                  | Media Control                          | 1              | 2× Platina   | +600,000               |
| Mexican Albums Chart                 | AMPROFON                               | 3              | Ouro         | +75,000                |
| Mexican International Chart Position | AMPROFON                               | 1              | Ouro         | +75,000                |
| New Zealand Albums Chart             | RIANZ                                  | 1              | 9× Platina   | +135,000               |
| Norwegian Albums Chart               | Verdens Gang                           | 1              | Platina      | +30,000                |
| Swedish Albums Chart                 | Swedish Recording Industry Association | 1              | 2× Platina   | +120,000               |
| Swiss Albums Chart                   | Media Control                          | 1              | 3× Platina   | +120,000               |
| UK Albums Chart                      | BPI/The Official UK Charts Company     | 1              | 4× Platina   | +1.2 milhões           |

### Desempenho na Billboard 200
| Precedido por We Invented The Remix Vol. 1 por vários artistas Nellyville por Nelly | Billboard 200 2 de junho – 6 de julho de 2002 1 – 7 de setembro de 2002 | Sucedido por Nellyville por Nelly Home por Dixie Chicks |